# Heather McComb
Heather McComb (nascida em 2 de março de 1977) é uma atriz americana.
McComb começou a atuar aos dois anos de idade em um comercial para a  Publisher's Clearing House. Quando ela participou no telefilme Generation X em 1996, ela se tornou a primeira atriz a retratar o personagem Jubileu do X-Men. Ela se juntou ao elenco de Party of Five  em 1998, fazendo o papel de Maggie.
McComb casou com o ator James Van Der Beek em 5 de julho de 2003. Em 10 de junho de 2009 foi confirmado que o casal havia se separado.

## Filmografia
- New York Stories (1989) .... Zoe
- Kickboxer 2: The Road Back (1991) .... Lisa
- Stay Tuned (1992) .... Diane Knable
- Beethoven's 2nd (1993) .... Michelle
- God's Lonely Man (1996) .... Christine Birch
- No One Would Tell (1996) .... Nicki
- Generation X (1996) .... Jubilation Lee/Jubilee
- Wild Horses (1998) .... Autumn
- Apt Pupil (1998) .... Becky Trask
- Where's Marlowe? (1998) .... the Trophy Wife
- Freak Talks About Sex (1999) .... Nichole
- The Joyriders (1999) .... Crystal
- Anywhere but Here (1999) .... Janice Perlman
- 2 Little, 2 Late (1999) .... Holly Shannon
- If These Walls Could Talk 2 (2000) .... Diane
- Don's Plum (2001) .... Constance
- Nice Guys Finish Last (2001) .... Suzie
- Devious Beings (2002) .... Jodie
- Artie (2002) .... Emily Miller
- All the Real Girls (2003) .... Mary-Margaret
- Steel City (2006) .... Lucy James
- Chasing the Green (2008) .... Lynn
- Shark Swarm (2008) .... Amy Zuckerman
- 2012: Supernova (2009) .... Laura

## Televisão
- Alien Nation (1990) .... Cindy (1 episódio)
- The Outsiders (1990) .... Belinda Jenkins (8 episódios)
- thirtysomething (1990) .... Melodie Klein (1 episódio)
- Midnight Caller (1991) (1 episódio)
- Who's the Boss? (1991) .... Patricia (1 episódio)
- The Wonder Years (1991) .... Cindy (1 episódio)
- "Due South" (1994) .... Celine (1 episódio)
- Grace Under Fire (1994) .... Julie Shirley (1 episódio)
- Sirens (1994) .... Laura Downey (1 episódio)
- Chicago Hope (1995) .... Melissa Connell (1 episódio)
- The X-Files (1995) .... Shannon Ausbury (1 episódio)
- Weird Science (1995) .... Tori (1 episódio)
- No One Would Tell (1996) (TVM) .... Nikki
- Cracker (1997) .... Dee Dee Wilder (1 episódio)
- Millennium (1997) .... Maddie Haskell (1 episódio)
- Profiler (1997–1998) .... Francis Malone (17 episódios)
- Party of Five (1998–1999) .... Maggie (11 episódios)
- CSI: Miami (2002) .... Ginny Taylor (1 episódio)
- Crossing Jordan (2005) .... Kate (1 episódio)
- CSI: Crime Scene Investigation (2005) .... Annabelle Frost (1 episódio)
- Killer Instinct (2005) .... Sarah Miller (1 episódio)
- CSI: NY (2005) .... Heather Dawson (1 episódio)
- Shark (2006) .... Janet Butler (1 episódio)
- Without A Trace (2006) .... Megan Sullivan (1 episódio)
- Prison Break (2008) .... Rita Morgan (4 episódios)
- The Event (2010) .... FBI Agent Angela Collier
- House MD (2011) .... Theresa "Transplant" 1 episódio

### Ligações Externas
- Heather McComb. no IMDb.